# Besozzo
Besozzo är en ort och kommun i provinsen Varese i regionen Lombardiet i Italien. Kommunen hade 8 984 invånare (2018).